# Studentprotesterna i Québec 2012

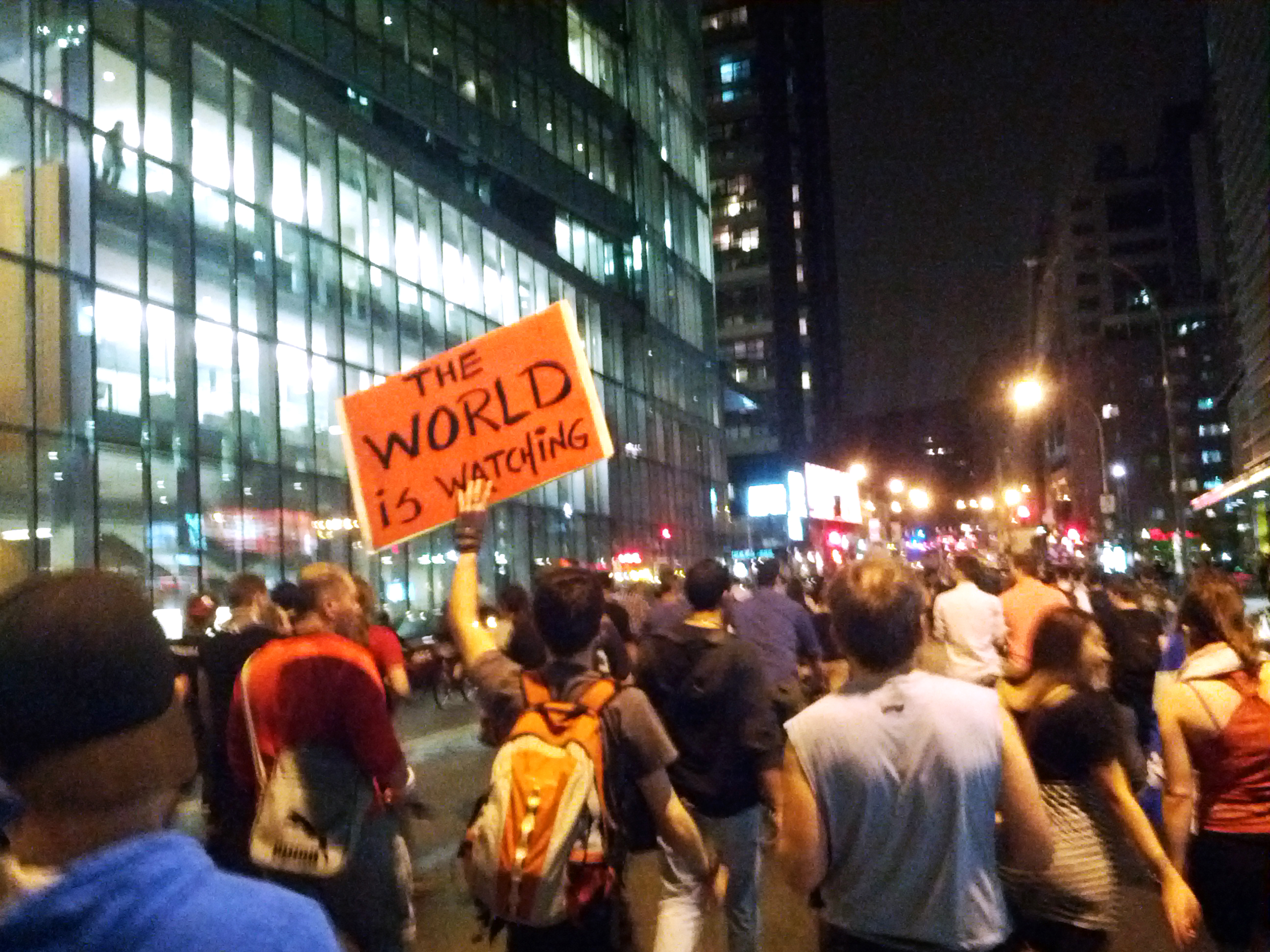
En av de många nattliga protestaktionerna i Montreal under studentproteströrelsen 2012. Bilden från 27 maj 2012.

Studentprotesterna i Québec 2012 var en serie demonstrationer ledda av studentfacket Fédération étudiante universitaire du Québec och deras supportrar. Protesterna riktade sig mot ett förslag av delstatsregeringen, ledd av den liberale premiärministern Jean Charest, att höja studieavgiften vid universiteten från 2168 kanadensiska dollar till 3793 kanadensiska dollar mellan åren 2012 och 2018.
I regionalvalet i september 2012 blev nationalistpartiet Parti Québécois största parti och stoppade alla avgiftshöjningar.